# Nagy Márta (jogász)
Nagy Márta (Eger, 1963. április 25. –) magyar jogász, bíró, egyetemi docens.

## Életpályája
Alapfokú tanulmányait Egerfarmoson kezdte, majd Egerben, a Szilágyi Erzsébet Gimnáziumban fejezte be 1987-ben. Alapdiplomáját a József Attila Tudományegyetem Állam- és Jogtudományi Karán szerezte 1986-ban. Jogi szakvizsgát 1989-ben tett.
1996-tól 2017-ig járásbírósági bíró a Szegedi Járásbíróságon, 2017-től 2023-ig törvényszéki bíró a Fővárosi Törvényszék Gazdasági Kollégiumában. 2008 és 2014 között az Európai Igazságügyi Hálózat családjogi kapcsolattartó bírója, 2009 és 2017 között európai jogi szaktanácsadó a Szegedi, majd 2020 és 2023 között a Fővárosi Törvényszéken. 2010-től 2013-ig a Magyar Bíróképző Akadémia oktatója.
Több nemzetközi szervezet tagja, vezetője, így 2011 és 2016 között az Európai Mediációs Intézet (Evropský institut pro smír, mediaci a rozhodči ŕízeni, o.p.s- ESI) Európai Felügyelőbizottságának tagja és a GEMME Archiválva 2010. január 15-i dátummal a Wayback Machine-ben (Groupement Européen des Magistrats pour la Médiation, Paris) vezetőségi tagja. 2012-től 2015-ig a Hágai Nemzetközi Magánjogi Értekezlet kapcsolattartó bírója.
2019-től a Családi Jog (ORAC) lap szerkesztője.
Oktatási tevékenysége döntően a Szegedi Tudományegyetemhez kötődik. 2005-től az SZTE ÁJTK-n, 2014-től az SZTE Bölcsészet- és Társadalomtudományi Karán tanít különböző jogi tárgyakat. Több külföldi képzésen vett részt, így Párizsban, Montpellierben, Grenobleban, Londonban, Brüsszelben, Strasbourgban valamint Trierben is.

## Tudományos tevékenysége
PhD fokozatát Állam-és Jogtudomány Tudományágból „summa cum laude” minősítéssel a Szegedi Tudományegyetemen 2010-ben szerezte. Ugyanitt habilitált ugyancsak „summa cum laude” minősítéssel 2018-ban.
Magyarországon elsőként szerzett fokozatot bírósági mediáció témakörben, 2005-től folyamatosan publikál mediációval kapcsolatos írásokat, így tevékenysége meghatározó a mediációnak a magyar jogban való meghonosodásában. "A bírósági mediáció" című 2011-ben megjelent könyvét az oktatásban a mai napig tankönyvként is használják.

## Magánélet
Férje Gyenge Zoltán filozófus, egyetemi tanár, két gyermeke van: András (1986) szociológus, Anna-Júlia (1991) divattervező.

## Főbb művei, tanulmányai
Legfontosabb publikációi közül több könyv szerzője, két felsőoktatási tankönyv és négy könyv szerkesztője, valamint tizennégy könyvrészlet szerzője magyar, angol és francia nyelveken.

### Könyvek
- A gyermek jogainak érvényesülése az igazságszolgáltatásban, Budapest, Magyarország: L'Harmattan Kiadó (2018) 220 p.
- Bírósági mediáció, Szeged, Magyarorsazág: Bába Kiadó  (2011) 237.p.
- Béatrice, Blohorn-Brenneur; Nagy, Márta: Mediáció mindenkinek Budapest, Magyarország: L'Harmattan Kiadó (2021) 220.p.
- Éliás, Gyengéné Nagy, Jeles, Kiss, Kőrös, Krémer: A bírósági közvetítésről - Mindenkinek: Kézikönyv a jogviták békés rendezéséhez. Budapest, Magyarország: HVG-ORAC (2016) 254 p.

### Tanulmányok
- Les experiences du programme experimental de la médiation judiciaire en Hongrie
- In: Dragoș, Călin (szerk.) Medierea în Uniunea Europeană: stadiu şi perspective, GEMME secţiunea română: Editura Universitara (2010)
- La médiation judiciaire en Hongrie
- In: Béatrice, Brenneur (szerk.) Panorama des médiations du monde : La médiation, language universel de règlement des conflits, Paris, Franciaország: Éditions L'Harmattan (2010)
- La pratique et la perspective de la procédure d’un retour d’enlèvement illicite d’enfant en Hongrie,
- JUDGES: NEWSLETTER ON INTERNATIONAL CHILD PROTECTION 20: 2 (2013)
- A polgári perjogi törvénykönyvben vagy azon kívül, avagy a mediáció helye az eljárásjogban
- In: Németh, János; Varga, István (szerk.) Egy új polgári perrendtartás alapjai, Budapest, Magyarország: HVG-ORAC (2014) 7
- The Development of Civil and Commercial Mediation in Hungary
- In: Béatrice, Blohorn-Brenneur; Dragos, Calin (szerk.) Mediation, Road of Peace for Justice in Europe, Bucuresti, Románia: Editura Universitara (2015)
- L'évolution de la médiation civile et commerciale en Hongrie,
- In: Beatrice, Blohorn-Brenneur, Dragos Calin (szerk.) La mediation , un chemin de paix pour la justice en Europe, Párizs, Franciaország: Éditions L'Harmattan (2015)
- Mediation in unlawful international child abduction cases – an amicable solution in the interest of children,
- Budapest, Magyarország: Igazságügyi Minisztérium (2015)
- Párhuzamos történetek?: A családjogi konfliktusok és a mediáció in: Valuch et al. Rézler Gyula szellemi öröksége, Pécs, Magyarország: Kronosz Kiadó, (2021) pp 231–243.